# قانوني أويلر للحركة
حسب الميكانيكا الكلاسيكيَّة، يُعَدُّ قانونا أويلر للحركة توسيعًا لقوانينَ نيوتن للحركة من جسيم نقطي إلى جسم جاسئ، وقد صاغ ليونهارت أويلر هذان القانونان بعد خمسين عام تقريبًا من صياغة إسحاق نيوتن لقوانينه.

## نظرة عامة

### قانون أويلر الأول
ينص قانون أويلر الأول على أن الزخم الخطي لجسم p يساوي جداء كتلة الجسم 'm  بالسرعة الخطية لمركز ثقل الجسمvcm:
{\displaystyle \mathbf {p} =m\mathbf {v} _{\rm {cm}}}.
محصلة القوى الخارجية المؤثرة على جسم F تساوي إلى تغير الزخم بالنسبة للزمن ضمن إطار مرجعي. وباعتبار أن كتلة الجسم لا تتغيير مع الزمن. فتكون محصلة القوى الخارجية تساوي إلى جداء كتلة الجسم بتغير سرعة مركز ثقل الجسم أي تساوي كتلة الجسم بتسارع مركز الثقل.
{\displaystyle \mathbf {p} =m\mathbf {v} _{\rm {cm}}}.

## اقرأ أيضا
- معادلات نيوتن-أويلر.